# Mortjärnen (Svärdsjö socken, Dalarna)
Mortjärnen är en sjö i Falu kommun i Dalarna och ingår i Dalälvens huvudavrinningsområde. Sjön har en area på 0,0484 kvadratkilometer och ligger 133,2 meter över havet.

## Delavrinningsområde
Mortjärnen ingår i det delavrinningsområde (673247-149502) som SMHI kallar för Ovan 673365-149800. Medelhöjden är 161 meter över havet och ytan är 20,78 kvadratkilometer. Det finns inga avrinningsområden uppströms utan avrinningsområdet är högsta punkten. Kvarnbäcken som avvattnar avrinningsområdet har biflödesordning 3, vilket innebär att vattnet flödar genom totalt 3 vattendrag innan det når havet efter 235 kilometer. Avrinningsområdet består mestadels av skog (75 procent). Avrinningsområdet har 0,67 kvadratkilometer vattenytor vilket ger det en sjöprocent på 3,2 procent. Bebyggelsen i området täcker en yta av 0,25 kvadratkilometer eller 1 procent av avrinningsområdet.